# Général Emballage
Général Emballage est une entreprise papetière algérienne spécialisée dans la  fabrication et la  transformation de carton ondulé. Créée en 2000, par Ramdane Batouche qui assure aujourd’hui la présidence du Conseil d’administration. Général Emballage est le plus grand producteur de carton ondulé en Afrique.

## Historique
Général Emballage est créée en 2000 par Ramdane Batouche avec un capital de 32 million DZD dans la Zone d’activités de Taharacht à Akbou dans la wilaya de Béjaia. En 2002, l'entrée en production de l’usine avec un effectif de 83 employés.
En 2006, le capital est porté à 150 millions DZD avec un effectif de 318 employés et en 2007, l'entrée en production de l'unité de Sétif, le capital est porté à 1,23 milliard DZD avec un effectif de 425 employés.
En 2008, le début d’exportation vers la Tunisie et entrée en exploitation de l’unité d'Oran.
En 2009, une augmentation du capital à 2 milliards DZD et entrée de Maghreb Invest avec une participation de 40 %. L’effectif est de 597 employés. En 2010, son chiffre d'affaires et son résultat net sont respectivement de 38,053 millions de dollars et 2,071 millions de dollars, ce qui la place au 50e rang des entreprises algériennes.
En 2011, les trois usines de production d'Akbou, Oran et Sétif cumulaient une capacité de production de 130 000 tonnes équivalent à 80 % de la consommation algérienne. Toujours dans la méme année, l'effectif de 699 employés.
En 2012, l'usine d'Oran est transférée à la Zone Industrielle de Hassi-Ameur. Signature d’une Convention cadre de partenariat avec l'Université de Béjaia.
En 2013, Général Emballage reçoit la certification ISO 9001:2008, et en 2014, début des exportations vers la Libye. En 2015, l'entreprise reçoit le Prix d'encouragement du trophée Export 2014 (World Trade Center).
En 2016, la sortie de Maghreb Private Equity Fund et entrée de Développement Partners International (DPI) à hauteur de 49 % du capital social.
En 2024, Général Emballage entame un projet de construction d'une usine de papier à Naâma, d’une capacité de production de 350 000 tonnes par an.

## Direction
- Président-directeur général : Ramdane Batouche